# Ruvo del Monte
Ruvo del Monte är en ort och kommun i provinsen Potenza i regionen Basilicata i Italien. Kommunen hade 1 064 invånare (2017).